# The Greater of Two Evils
The Greater of Two Evils — сборник американской треш-метал группы Anthrax.
Альбом состоит из 14 песен ранней эры группы, которые были впервые выпущены между 1983 и 1990 годами. Эти треки были перезаписаны составом Anthrax 2004 года с вокалистом Джоном Бушем, который записал новые версии песен, изначально спетых Нилом Тёрбином и Джоуи Белладонной. Окончательный трек-лист был определён голосованием на сайте группы, после чего музыканты записали его «вживую» в студии в течение двух дней. Первоначально альбом планировалось назвать Metallum Maximum Aeturnum, бытовали также варианты Old School, New School, Our School: Metallum Maximum Aeturnum или Metal Thrashing Mad: Metallum Maximum Aeturnum. В буклете компакт-диска присутствуют аннотации американского стендап-комика и поклонника Anthrax Брайана Посена.

## Список композиций
| №                   | Название                                | Автор(ы)                                                    | Оригинальный альбом   | Длительность |
| ------------------- | --------------------------------------- | ----------------------------------------------------------- | --------------------- | ------------ |
| 1.                  | «Deathrider»                            | Нил Тёрбин, Скотт Иэн, Дэн Лилкер, Чарли Бенанте, Дэн Спитц | Fistful of Metal      | 3:04         |
| 2.                  | «Metal Thrashing Mad»                   | Тёрбин, Иэн, Лилкер, Бенанте, Спитц                         | Fistful of Metal      | 2:47         |
| 3.                  | «Caught in a Mosh»                      | Anthrax                                                     | Among the Living      | 5:27         |
| 4.                  | «A.I.R.»                                | Anthrax                                                     | Spreading the Disease | 6:21         |
| 5.                  | «Among the Living»                      | Anthrax                                                     | Among the Living      | 5:52         |
| 6.                  | «Keep It in the Family»                 | Anthrax                                                     | Persistence of Time   | 7:24         |
| 7.                  | «Indians»                               | Anthrax                                                     | Among the Living      | 6:39         |
| 8.                  | «Madhouse»                              | Anthrax                                                     | Spreading the Disease | 4:26         |
| 9.                  | «Panic»                                 | Тёрбин, Иэн, Лилкер                                         | Fistful of Metal      | 3:34         |
| 10.                 | «I Am the Law»                          | Anthrax, Лилкер                                             | Among the Living      | 6:03         |
| 11.                 | «Belly of the Beast»                    | Anthrax                                                     | Persistence of Time   | 5:41         |
| 12.                 | «Efilnikufesin (N.F.L.)»                | Anthrax                                                     | Among the Living      | 5:57         |
| 13.                 | «Be All, End All»                       | Anthrax                                                     | State of Euphoria     | 6:28         |
| 14.                 | «Gung-Ho» «Lone Justice» (скрытый трек) | Тёрбин, Иэн, Лилкер Anthrax                                 | Spreading the Disease | 8:42         |
| Общая длительность: | Общая длительность:                     | Общая длительность:                                         | Общая длительность:   | 78:25        |

| №                   | Название            | Автор(ы)            | Оригинальный альбом   | Длительность |
| ------------------- | ------------------- | ------------------- | --------------------- | ------------ |
| 1.                  | «Anthrax»           | Тёрбин, Иэн, Лилкер | Fistful of Metal      | 3:25         |
| 2.                  | «Lone Justice»      | Anthrax             | Spreading the Disease | 4:35         |
| 3.                  | «In My World»       | Anthrax             | Persistence of Time   | 6:29         |
| Общая длительность: | Общая длительность: | Общая длительность: | Общая длительность:   | 14:29        |

## Участники записи
Список составлен по сведениям базы данных Discogs
Anthrax:
- Джон Буш[англ.] — вокал
- Роберт Каджано — соло-гитара
- Скотт Иэн — ритм-гитара, бэк-вокал, соло-гитара в композициях «Panic», «Anthrax».
- Фрэнк Белло — бас, бэк-вокал
- Чарли Бенанте — ударные

Технический персонал:
- Anthrax — продюсирование
- Роберт Каджано — звукорежиссёр, сведение
- Джоуи Вера[англ.] — второй звукорежиссёр